# Debian Free Software Guidelines
Debian Free Software Guidelines (DFSG, em português, literalmente, Definição Debian de Software Livre) são um conjunto de diretrizes que o Projeto Debian usa para determinar se uma licença de software é uma licença de software livre, que por sua vez é usado para determinar se um software pode ser incluído no repositório principal do Debian. O DFSG faz parte do Contrato Social do Projeto Debian.

## História
O DFSG foi publicado pela primeira vez junto com a primeira versão do Contrato  Comunista 
do Projeto Debian em julho de 1997.
O autor principal foi Bruce Perens, com informações dos desenvolvedores Debian durante uma discussão de um mês em uma lista de discussão privada, como parte do Contrato Social Debian maior. Perens copiou para uma discussão por e-mail entre Ean Schuessler (então do Debian) e Donnie Barnes da Red Hat, na qual Schuessler acusou a Red Hat de nunca elucidar seu contrato social com a comunidade Linux. Perens percebeu que o Debian também não tinha nenhum contrato social formal e imediatamente começou a criar um.
A Definição de Código Aberto foi criada renomeando o texto exato do DFSG logo em seguida. O DFSG foi precedido pelo Free Software Foundation e Definição de Software Livre, que então definiu as três liberdades de Software Livre (a Liberdade Zero foi adicionada posteriormente), mas este texto não foi usado no criação do DFSG. Uma vez que o DFSG se tornou o Definição de Código Aberto, Richard Stallman viu a necessidade de diferenciar software livre de código aberto e promoveu a Definição de Software Livre.
Versões publicadas da Definição de Software Livre da FSF já existiam em 1986, tendo sido publicadas na primeira edição do (agora extinto) GNU's Bulletin. O núcleo da Definição de Software Livre eram as (então) Três Liberdades, que precedeu a redação e promulgação do DFSG, eram desconhecidos de seus autores.
Em novembro de 1998, Ian Jackson e outros propuseram várias alterações em um rascunho da versão 1.4, mas as alterações nunca foram oficializadas. Jackson declarou que os problemas eram "soltos redação" e a cláusula patch.
Desde 2011, o documento nunca foi revisado. Não obstante, houve alterações ao Contrato Social que se considerou afetarem as parcelas da distribuição abrangidas pela DFSG.
A Resolução Geral Debian 2004-003, intitulada "Emendas editoriais ao contrato social", modificou o Contrato Social. O proponente Andrew Suffield declarou:
"A regra é 'esta resolução só muda a letra da lei, não o espírito'. Principalmente ela muda a redação do contrato social para melhor refletir o que se supõe o que significa, e isso é principalmente à luz de questões que foram não considerado quando foi originalmente escrito."
No entanto, a mudança da frase "Prometemos manter a Distribuição Debian GNU/Linux totalmente livre" para "Prometemos que o sistema Debian e todos os seus componentes serão livres" resultou no gerenciador de lançamento, Anthony Towns, fazendo uma alteração:
"Como [SC #1] não está mais limitado a 'software', e como essa decisão foi tomada por desenvolvedores após e durante a discussão de como devemos considerar o conteúdo que não é de software, como documentação e firmware, não acredito que pode justificar as decisões políticas para isentar documentação, firmware ou conteúdo por mais tempo, já que o Contrato Social foi alterado para cobrir todas essas áreas."
Isso levou a outra Resolução Geral, 2004-004, na qual o os desenvolvedores votaram contra a ação imediata e decidiram adiar essas mudanças até o próximo lançamento (cujo desenvolvimento começou um ano depois, em junho de 2005).

## A Definição
1. Redistribuição livre
2. Código fonte
3. Trabalho derivados
4. Integridade do código fonte do autor
5. Não à discriminação contra pessoas e grupos
6. Não à discriminação contra a fins de utilização
7. Distribuição de licença
8. A licença não pode ser especifica para o Debian
9. A licença não deve contaminar outros softwares
10. Licenças exemplo

As licenças GNU GPL, BSD e Artistic são exemplos de licenças consideradas livres.